# Сергеевка (Краснокутский район)
Сергеевка (укр. Сергіївка), село, 
Китченковский сельский совет,
Краснокутский район,
Харьковская область.
Код КОАТУУ — 6323582208. Население по переписи 2001 года составляет 7 (3/4 м/ж) человек.

## Географическое положение
Село Сергеевка примыкает к селу Ковальчуковка.
Рядом проходит автомобильная дорога Т-2106.

## История
- 1909 — дата основания.